# Estudi op. 10, núm. 6 (Chopin)

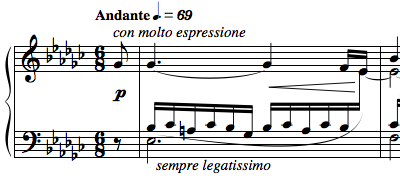
Fragment de l'Estudi op. 10 núm. 6

L'"Estudi op. 10 núm. 6", en mi bemoll menor, és un dels dotze Estudis op. 10 per a piano compostos per Frédéric Chopin. L'estudi desenvolupa el fraseig i l'estructura melòdica mitjançant difícils passatges amb nombroses alteracions. La indicació de tempo, errante, indica que s'ha de tocar amb una velocitat moderada. Les frases i les alteracions fan d'aquest un estudi desafiant per a l'intèrpret.

## Estructura

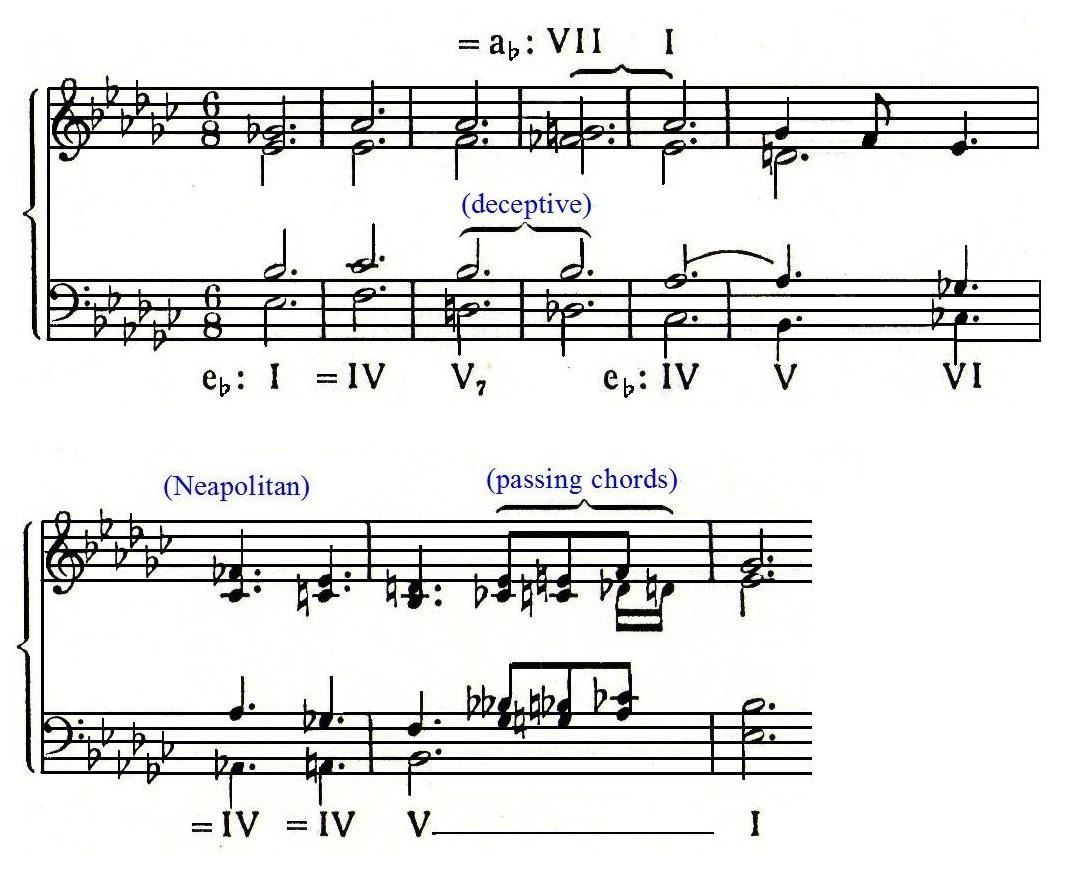
Reducció harmònica (compassos 1 - 9) per Hugo Leichtentritt

El contrapunt i la polifonia són constant al llarg de la peça, en tres veus diferents: la melodia, l'harmonia i el baix. La primera de les veus presenta la melodia de l'estudi; la segona veu, l'harmonia, que manté el mateix patró rítmic durant tota la peça, una successió constant de semicorxeres; i la tercera veu, el baix, conté en cada compàs un acord específic.
En conjunt, aquest està estructurat en tres parts: dos primers temes i una coda. El primer tema es presenta en la tonalitat de la peça, mi bemoll menor, tot i que travessa una petita zona en mi major que es va desenvolupant i porta fins al segon tema, en el qual ja s'ha arribat a una dinàmica de forte. És el segon tema, i no el primer, en el qual s'arriba a la part culminant de l'obra. A la coda es produeix un retorn al primer tema i finalment l'estudi acaba amb una tercera picarda (anomenada així per la regió de França on aquest final era utilitzat popularment) en mi bemoll major.